# ЛИФФТ
Евразийский литературный фестиваль фестивалей «ЛИФФТ» и Всероссийский литературный фестиваль фестивалей «ЛИФФТ» — литературные мероприятия, проводившиеся ежегодно с 2016 по 2023 год. В фестивалях принимали участие литераторы из стран Евразии и России. Первый фестиваль проводился в мае 2016 года как Всероссийский литературный фестиваль фестивалей «ЛИффТ».
```
1.

Над Россиею звёзды горят,
И надеждою светятся лица.
Чтобы сердцем Россию понять,
Надо просто поэтом родиться.

ПРИПЕВ:

Мы люди одной планеты,
Весь Космос — наша земля.
Россия — страна поэтов.
РОССИЯ — POESIA.

2.

Здесь земли греет каждая пядь,
За любовь воздаётся сторицей.
Чтобы сердцем Россию понять,
Надо просто поэтом родиться.

ПРИПЕВ

3.

Вечной книгой ты снишься, страна.
Ты одна лишь — на всех мастерица.
И, быть может, свои имена
На твоих мы напишем страницах!

ПРИПЕВ

```

## Цели и задачи фестиваля
- Объединение фестивального движения России и Евразии.
- Укрепление творческих и дружеских связей писателей и читателей Евразии.
- Создание единого евразийского литературного пространства.
- Обмен опытом организации литературных форумов.
- Создание единого русскоязычного литературного пространства.
- Привлечение широких кругов общественности, читателей к участию в культурной жизни, пропаганда чтения и литературного творчества.
- Повышение престижа литературы и авторитета современного писателя в обществе.
- Укрепление творческих и дружеских связей писателей евразийского континента, создание единого литературного пространства Евразии, объединение фестивального движения различных стран.

## 2016 год
Проводился 29-31 мая 2016 года в Алуште (Крым). В рамках фестиваля состоялась пресс-конференция, открытие фотовыставки «Я другой такой страны не знаю», тематические круглые столы и мастер-классы для участников фестиваля, выступления участников фестиваля в номинациях «Проза», «Национальная поэзия», «Поэзия», «Детское стихотворение», «Манифест». Специально к фестивалю был написан гимн, который звучал на всех площадках ЛИффТ-2016. Завершился фестиваль 31 мая 2016 года торжественной церемонией награждения победителя и лауреатов. Согласно положению фестиваля — следующий фестиваль «ЛИффТ-2017» пройдёт в Москве (место проживание Золотого лауреата).

### Лауреаты
- Высшая награда фестиваля —  Золото и чек на издание полного собрания сочинений вручены поэту Константину Кедрову-Челищеву «за создание новой литературной школы и открытие новых горизонтов в литературе» (Москва)[4].
- 23 литератора стали обладателями серебряных медалей Всероссийского литературного фестиваля фестивалей «ЛиФФт-2016».

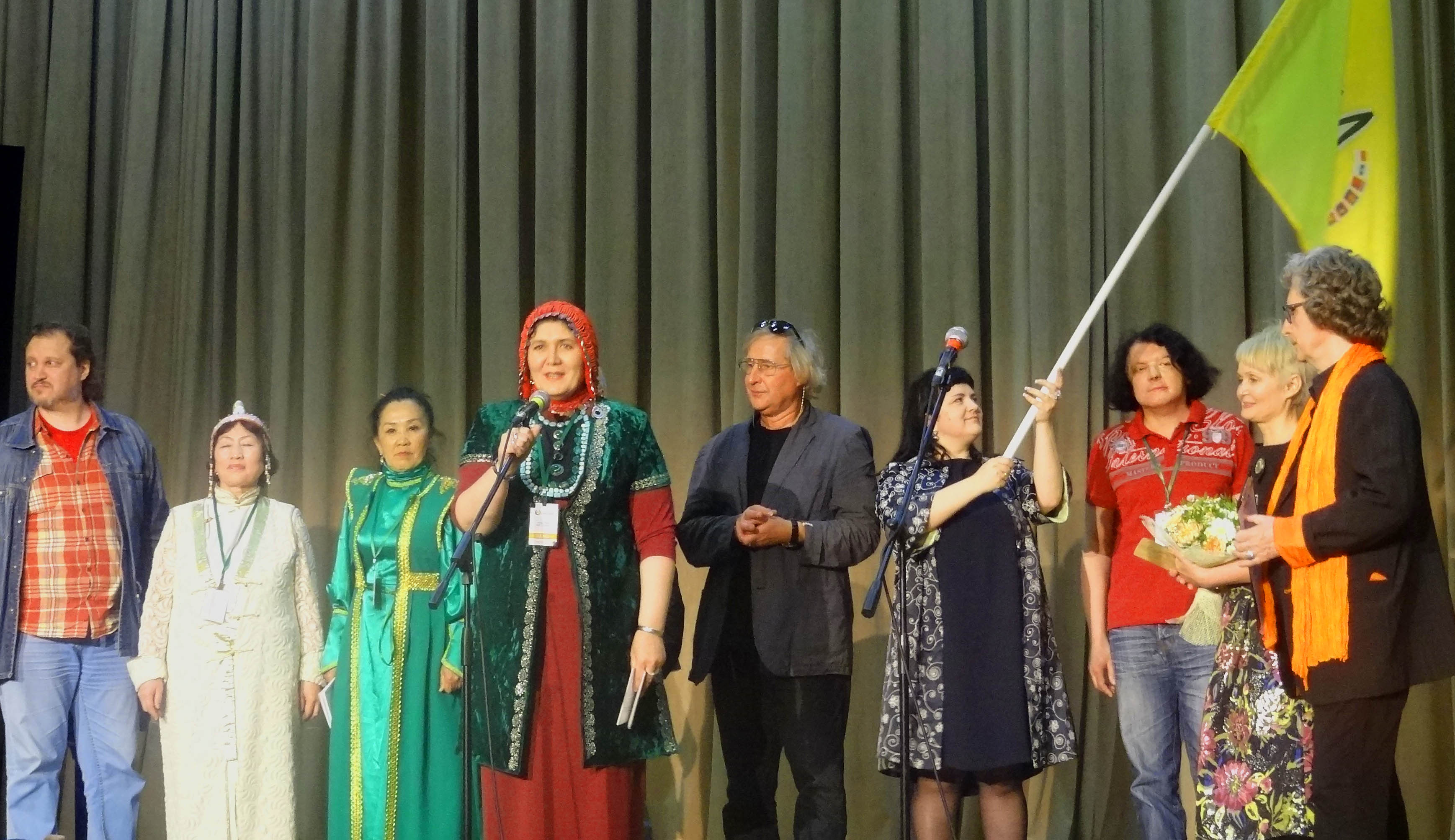
_{Открытие II Евразийского литературного фестиваля «ЛиФФт» в концертном зале «Меридиан». Москва, 2017 год.}

### Партнёры I литературного фестиваля «ЛИФФТ-2016»[5]
- Издательство «Доля», журналы «Крым» и «Доля» (Симферополь, Россия);
- НП "Общественный совет «Потенциал нации» (Москва);
- НП содействия развитию гуманитарных и просветительских программ «МЦЫРИ» (Москва);
- Союз российских писателей;
- Интернациональный союз писателей;
- Русский литературный центр (гражданская инициатива);
- Калининградское отделение ПЕН-центра;
- Клуб кураторов фестивалей;
- ЗАО "Редакция «Независимой газеты»;
- Библиотека им. А. П. Чехова (Москва);
- Проект «Русский мир КлиментФест».

## 2017 год
Проводился 28—30 мая 2017 года в Москве. В Москву съехались литераторы и читатели более чем из тридцати регионов РФ и из 13 стран ближнего и дальнего зарубежья.
Открытие прошло в концертном зале «Меридиан». Ведущие вечера — народный артист России, режиссёр Андрей Житинкин и народный артист Республики Татарстан Эдуард Трескин.

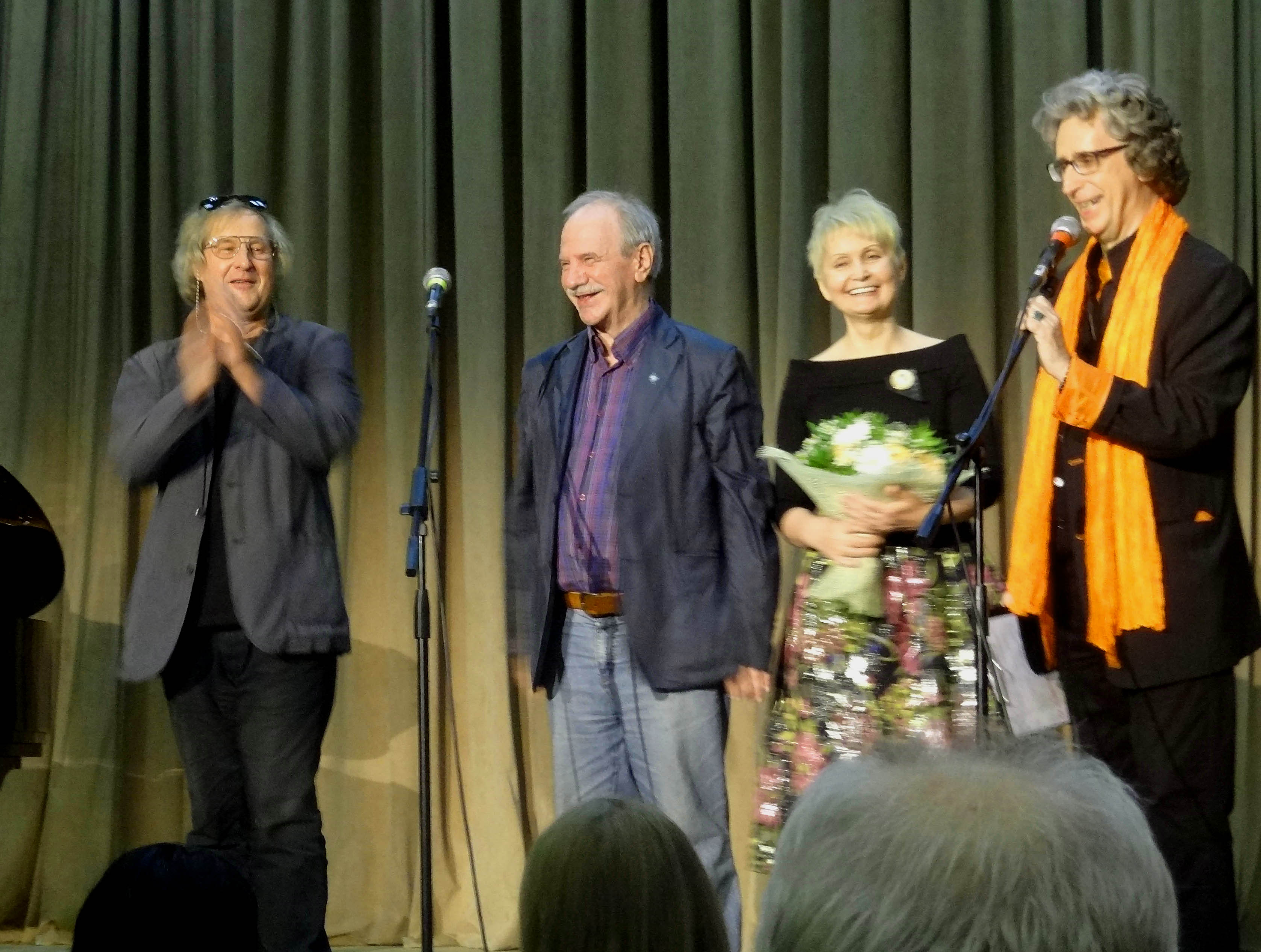
_{Андрей Житинкин, Константин Кедров, Маргарита Аль и Эдуард Трескин на сцене концертного зала «Меридиан». Москва, 2017.}

Приветствие фестивалю направили: советский и российский кинорежиссёр, актёр, сценарист, публицист, общественный деятель, народный артист РФ Станислав Говорухин, министр культуры Республики Крым Арина Новосельская.
Первый лауреат фестиваля — поэт, доктор философских наук Константин Александрович Кедров-Челищев принял флаг фестиваля от литераторов Крыма, где в прошлом году проходил первый фестиваль.
Основные мероприятия фестиваля «ЛИффТ-2017» прошли на Юго-Западе Москвы. Мероприятия посетили более 500 человек.
Во все дни фестиваля проходили мастер-классы по литературному мастерству, развитию и образованию; а также конкурсы, презентации книг, которые проводили известные поэты и писатели: С. Василенко, К. Кедров-Челищев, А. Бубнов, Е. Харитонов, Е. Кацюба, Л. Вязмитинова, Е. Гринёва и другие.
К работе фестиваля присоединилось Гумилёвское общество и московский дом-музей им. М. И. Цветаевой, который в рамках фестиваля провёл поэтический конкурс, посвящённый 125-летию со дня рождения великого поэта.
Литературный фестиваль  «ЛИффТ» был приглашён на 1-й Съезд Ассамблеи народов Евразии. 92 участника фестиваля прошли регистрацию и приняли участие в работе Съезда. Участников первого съезда Ассамблеи Народов Евразии приветствовали президент России Владимир Путин и экипаж 51-й экспедиции международной космической станции — Фёдор Юрчихин и Олег Новицкий. Заключительной частью форума стал флешмоб; состоялся парад флагов.

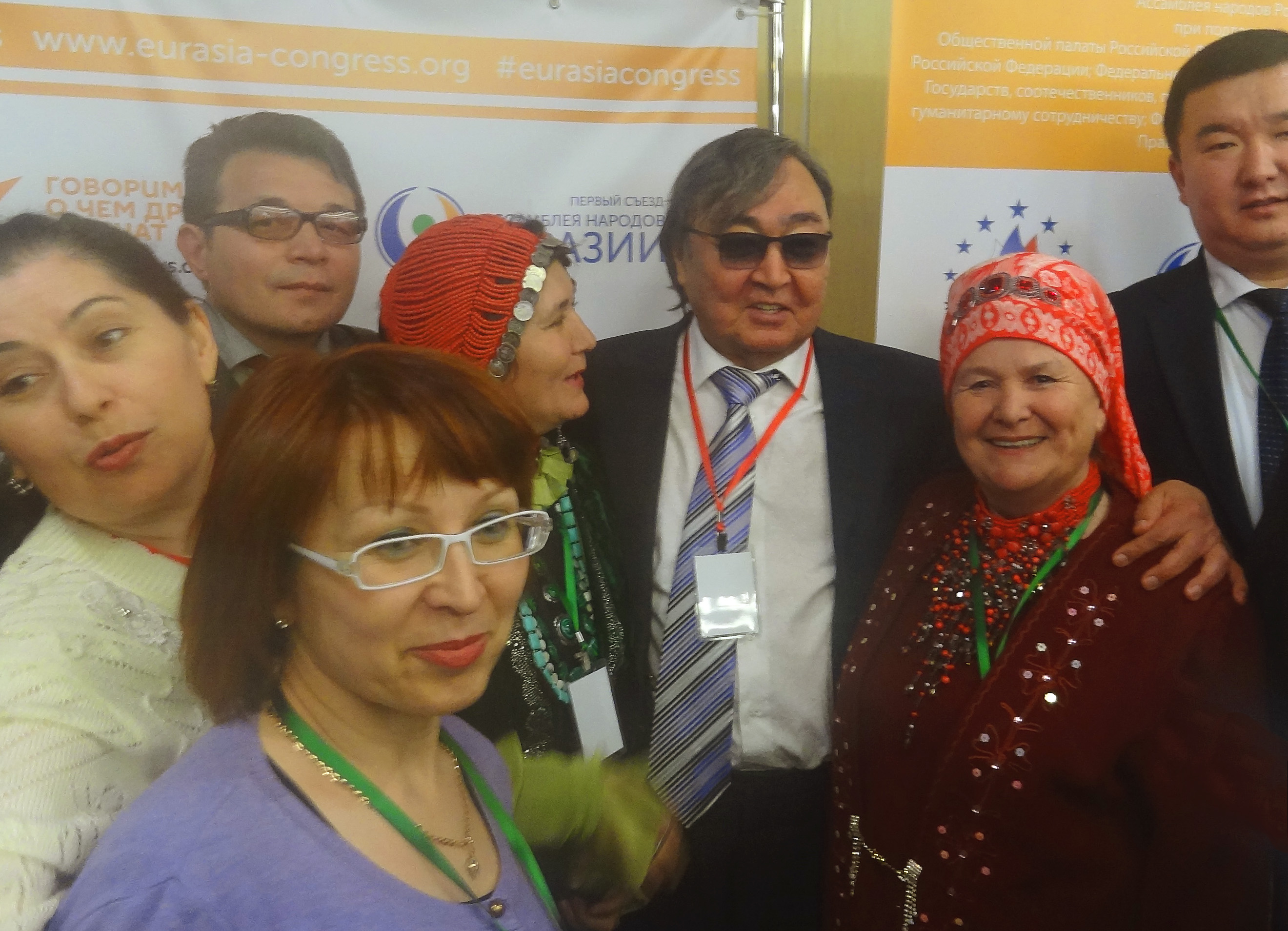
_{Олжас Сулейменов с участниками литературного фестиваля «ЛиФФт» на 1-м Съезде Ассамблеи Народов Евразии. Центр международной торговли, Москва, 2017.}

Фестиваль завершился 29 мая 2017 года в Центральном Доме литераторов торжественной церемонией награждения лауреатов и дипломантов.
В результате незапланированных событий к Всероссийскому фестивалю фестивалей ЛиФФт добавился второй — Евразийским.

### Лауреаты
Звание лауреата фестиваля и золотые медали получили:
- Евразия

 Золото и сертификат на издание собрания сочинений — евразийский поэт Олжас Сулейменов
«за проект „Код слова“ и создание этимологического словаря языков мира „1001 слово“» (Республика Казахстан, Алма-Ата).
- Российская Федерация

 Золото и сертификат на издание собрания сочинений — российский поэт Александр Вепрёв
«за смелость и эксперименты в творчестве» (Краснодарский край, Сочи).
- Многие литераторы Евразии и Российской Федерации стали обладателями серебряных медалей Евразийского литературного фестиваля фестивалей «ЛИффТ-2017»[13][14]. Серебряная медаль была вручена дому-музею Б. Пастернака, Благодарственное письмо — руководителю Гумилёвского общества.

## 2018 год
- В преддверии фестиваля «ЛИффТ-2018» в городе Сочи в городской библиотеке им. А. С. Пушкина состоялась встреча участников Поэтического балкона библиотеки с участниками и организаторами фестиваля «ЛИффТ». Затем — заседание первого Оргкомитета предстоящего литературного форума в администрации города Сочи[15][16].

Литературный форум проводился 24-28 мая 2018 года в Сочи как III Всероссийский литературный фестиваль фестивалей «ЛИФФТ-2018» и III Евразийский литературный фестиваль фестивалей «ЛИФФТ-2018» при поддержке Администрации Сочи. В фестивале принимали участие поэты, писатели, драматурги, литературные критики, издатели, деятели культуры из 27 стран и 50 регионов России.
Количество участников — около двухсот человек.
Официальное открытие «Фестиваля фестивалей» состоялось 24 мая 2018 года в Сочинском художественном музее. Затем состоялось открытие мультимедийной выставки Андрея Александе́ра «Вторая жизнь Пергамского алтаря».
Главной «базой» фестиваля стал пансионат «Светлана», где 27 мая на открытой сцене состоялась встреча с первым заместителем Генерального секретаря Ассамблеи народов Евразии Светланой Смирновой. Именно здесь в советские времена находился Дом отдыха работников искусства, в стенах которого Владимир Маяковский впервые прочитал свои знаменитые стихи о советском паспорте.
Вторым по значимости местом литературных активностей стала старейшая сочинская библиотека им. Пушкина. В самой библиотеке и на прилегающих к ней пространствах проходили открытые литературные чтения, встречи с читателями, книжная выставка-ярмарка. Победителем конкурса «Я — Пергамон» стал поэт из Подмосковья Алексей Чуланский.
В Зале органной и камерной музыки состоялась официальная церемония закрытия III Евразийского Литературного Фестиваля Фестивалей «ЛИффТ-2018» и III Всероссийского Литературного Фестиваля Фестивалей «ЛИффТ-2018». По красной дорожке прошли участники и почётные гости фестиваля.
Организаторы фестиваля
- Ассамблея народов Евразии (международный союз неправительственных организаций);
- Ассамблея народов России (общероссийская общественная организация);
- «ЛиФФт» (фонд содействия развитию культурных проектов народов Евразии).

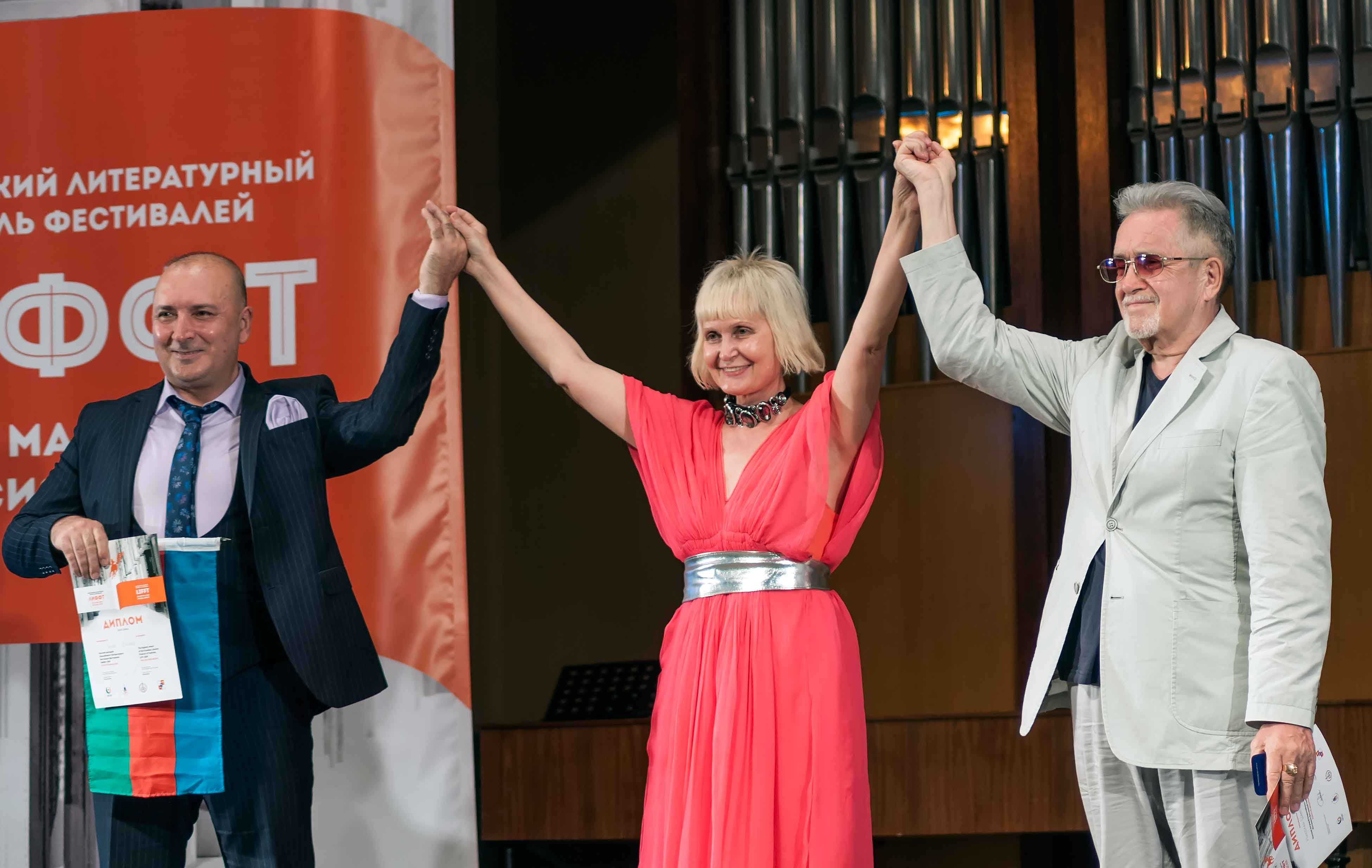
_{Организатор фестиваля «ЛиФФт» Маргарита Аль поздравляет победителей — прозаика Вариса Елчиева и поэта Николая Шамсутдинова.}

### Лауреаты
Звание лауреата фестиваля и золотые медали получили:
- Евразия

 Золото — евразийский писатель — Варис Елчиев (Баку, Азербайджан).
- Россия

 Золото — российский поэт Николай Шамсутдинов (Тюмень, Тюменская область).
- Более 40 литераторов Евразии и Российской Федерации стали обладателями серебряных медалей III Евразийского литературного фестиваля фестивалей «ЛИффТ-2018» и III Всероссийского Литературного Фестиваля Фестивалей «ЛИффТ-2018».

18 июля 2018 года в помещении Большого конференц-зала Общественной палаты России состоялось подведение итогов III Всероссийского и III Евразийского литературных фестивалей.

## 2019 год
- 24 октября 2018 года в преддверии IV Всероссийского литературного фестиваля «ЛИффТ» в большом зале заседаний областной Думы Тюмени состоялась научно-практическая конференция «Роль и место Тюменских писателей в современной литературе»[23][нет в источнике].

IV Всероссийский литературный фестиваль «ЛИФФТ-2019» проводился в Тюмени с 26 по 29 июля 2019 года. Организатор фестиваля в Тюмени — Фонд содействия развитию культурных проектов народов Евразии «ЛИФФТ» при поддержке Правительства Тюменской области, Администрации города Тюмени, Федерального агентства по делам национальностей, Ассамблеи народов Евразии, Ассамблеи народов России, Союза российских писателей, Союза писателей России. Торжественное открытие прошло 26 июля в Музейном комплексе имени И. Я. Словцова. Фестиваль был посвящён Международному году языков коренных народов и 75-летию Тюменской области. В Тюмень приехали более 200 прозаиков, поэтов, драматургов и литературных критиков. Были организованы круглые столы, посвящённые литературному социуму — «Литературный социум: будущее и настоящее литературных объединений и литературных фестивалей на территории России и Евразии» (Модератор: Маргарита Аль — поэт, общественный деятель, президент Всероссийского литературного фестиваля фестивалей «ЛиФФт»); «Год языков коренных народов» (Модератор: С. Ф. Дмитренко — писатель, историк русской литературы и культуры, проректор по научной и творческой работе Литературного института им. А. М. Горького). Мастер-классы провели современные мастера слова: В. П. Хамидуллина, А. Н. Карпенко, Н. А. Ягодинцева, М. Ш. Салимов, М. Ф Карягина, Н.B. Колышкина, В. Елчиев, Л. Г. Вязмитинова, М. В. Кудимова, А. Магеррамзаде, В. С. Модестов и другие.
27 июля, в день 433-летия Тюмени, на площади Солнца работала книжная ярмарка «Пикник книг», а в Тюменской областной библиотеке им. Д. И. Менделеева — выставка «Книга Поэта и Художника».
28 июля в ДК «Нефтяник» — торжественная церемония закрытия фестиваля фестивалей «ЛИффТ-2019» и, ставшая уже традиционной с сочинского фестиваля, красная дорожка.
Победителем фестиваля стал московский поэт Виктор Пеленягрэ, автор многих произведений, в том числе «Как упоительны в России вечера».
Серебряными медалями были удостоены Абдукаххор Косим (Таджикистан), Марк Слесарев (ХМАО — Югра), Виктория Левина (Израиль), Алибала Магеррамзаде (Азербайджан), Татьяна Зоммер (Москва), Юлия Петрова (Архангельск) и др.
29 июля состоялась поездка в древнюю столицу Сибири — Тобольск: экскурсия и творческая встреча с читателями Тобольска.[значимость факта?]
V фестиваль Всероссийский литературный фестиваль «ЛИффТ-2020» состоится в Москве, где проживает лауреат.

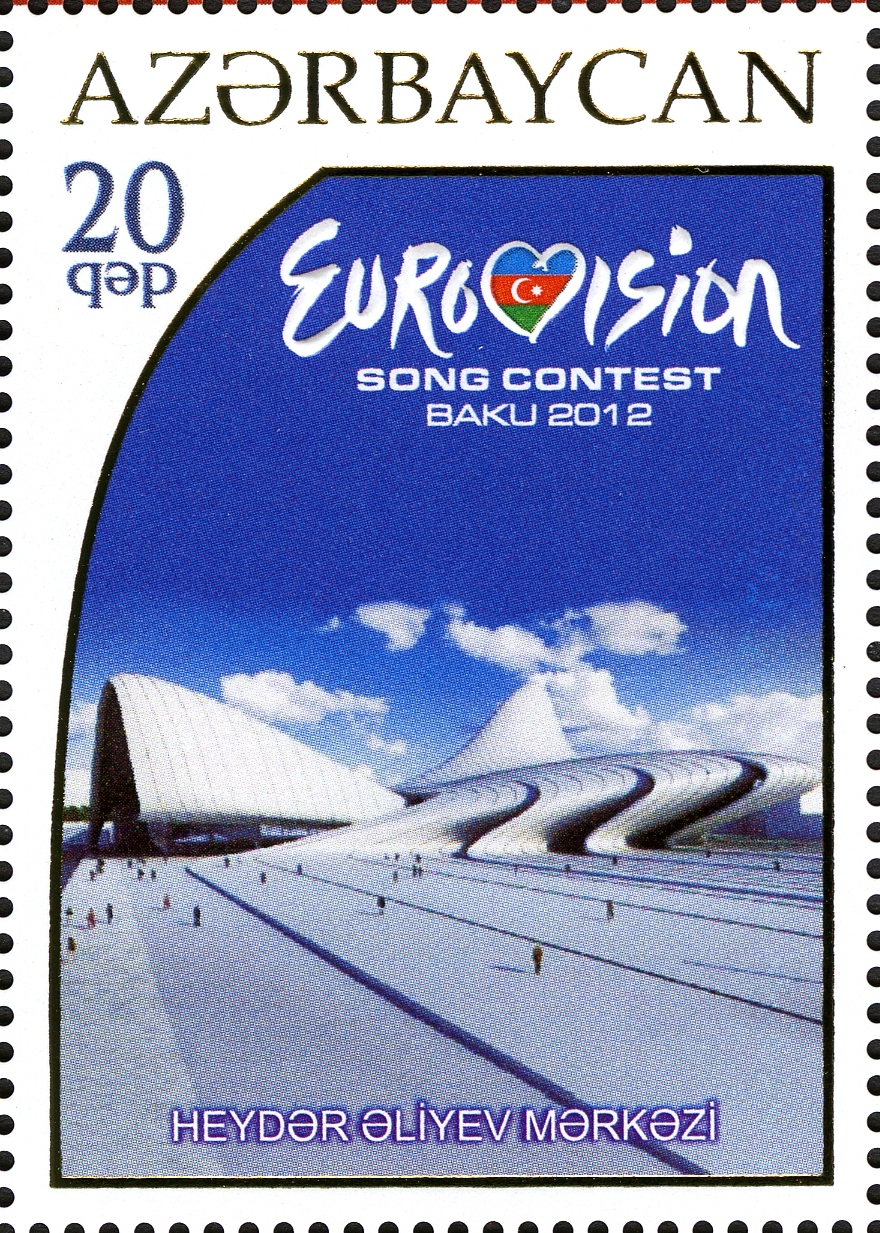
Почтовая марка Азербайджана с изображением Культурного центра Гейдара Алиева

- 27 мая 2019 года в Баку в Центре Гейдара Алиева в преддверии IV Евразийский литературный фестиваль фестивалей «ЛИффТ» прошла пресс-конференция[34].

IV Евразийский литературный фестиваль «ЛИФФТ-2019» проводился в Азербайджане в Баку с 30 сентября по 3 октября 2019 года под эгидой программы «Года языков коренных народов», объявленного ООН в 2019 году и в честь 650-летия великого азербайджанского поэта Имадеддина Насими. Фестиваль состоялся под патронажем ООН, при содействии Международного гуманитарного фонда «ЛИффТ», Ассамблеи народов Евразии и Фонда Гейдара Алиева с азербайджанской стороны, а также при организационной поддержке Министерства культуры Азербайджана и при партнёрстве литературного проекта «SÖZ» и Бакинского книжного центра. В фестивале приняли участие 150 писателей из 52 стран Евразийского континента, США и Австралии.
Международными спикерами IV Евразийского литературного фестиваля фестивалей «ЛИффТ-2019» выступили Олжас Сулейменов, Константин Кедров-Челищев, Кшиштоф Шатравски, писатель и драматург, младший брат премьер-министра Израиля Биньямина Нетаньяху Идо Нетаньяху, писатель-сатирик, поэт, публицист, переводчик, заслуженный работник культуры Башкортостана и РФ Марсель Салимов и др.
1 октября в Центре Гейдара Алиева прошёл круглый стол на тему «Ренессанс креативных индустрий — сокровищница и достояние народов Евразии. От привилегий к цифре».
Состоялась презентация глобальной инициативы Всемирной организации интеллектуальной собственности ВОИС (WIPO) под эгидой ООН «Хартия сообщества издателей», направленной на развитие международных связей и продвижение передовых практик издательской деятельности, а также присоединение к Хартии заинтересованных сторон. Были подписаны международные соглашения в сфере книгоиздательства и сотрудничества между ведущими авторскими обществами стран — участниц ЕАКОП.
2 октября группа участников фестиваля побывала в Сумгаите; в конференц-зале Сумгаитского государственного драматического театра состоялась встреча главы Исполнительной власти города Закира Фараджева с участников фестиваля.
3 октября, в заключительный день, прошла церемония награждения победителей 2019 года. Победителями в различных номинациях были объявлены Гамид Ларби (Франция), Паоло Руффилли (Италия), Радомир Андрич (Сербия), Richard Berengarten (Великобритания), Кшиштоф Шатравски (Польша), Борис Евсеев (Россия), Евгений Попов (Россия), Фернандо Рендон (Колумбия), Мариже Лагелаар (Нидерланды), Сахиб Мамедов (Азербайджан) и другие. Лауреатом фестиваля был признан турецкий поэт Тугрул Танйол. Его книга будет издана в серии «Золотой ЛиФФт».
4 октября Танйол стал гостем проекта Бакинского книжного центра «Диалог с писателем».
По правилам проекта, V Евразийский литературный фестиваль «ЛИффТ-2020» пройдёт в стране лауреата — Турции.

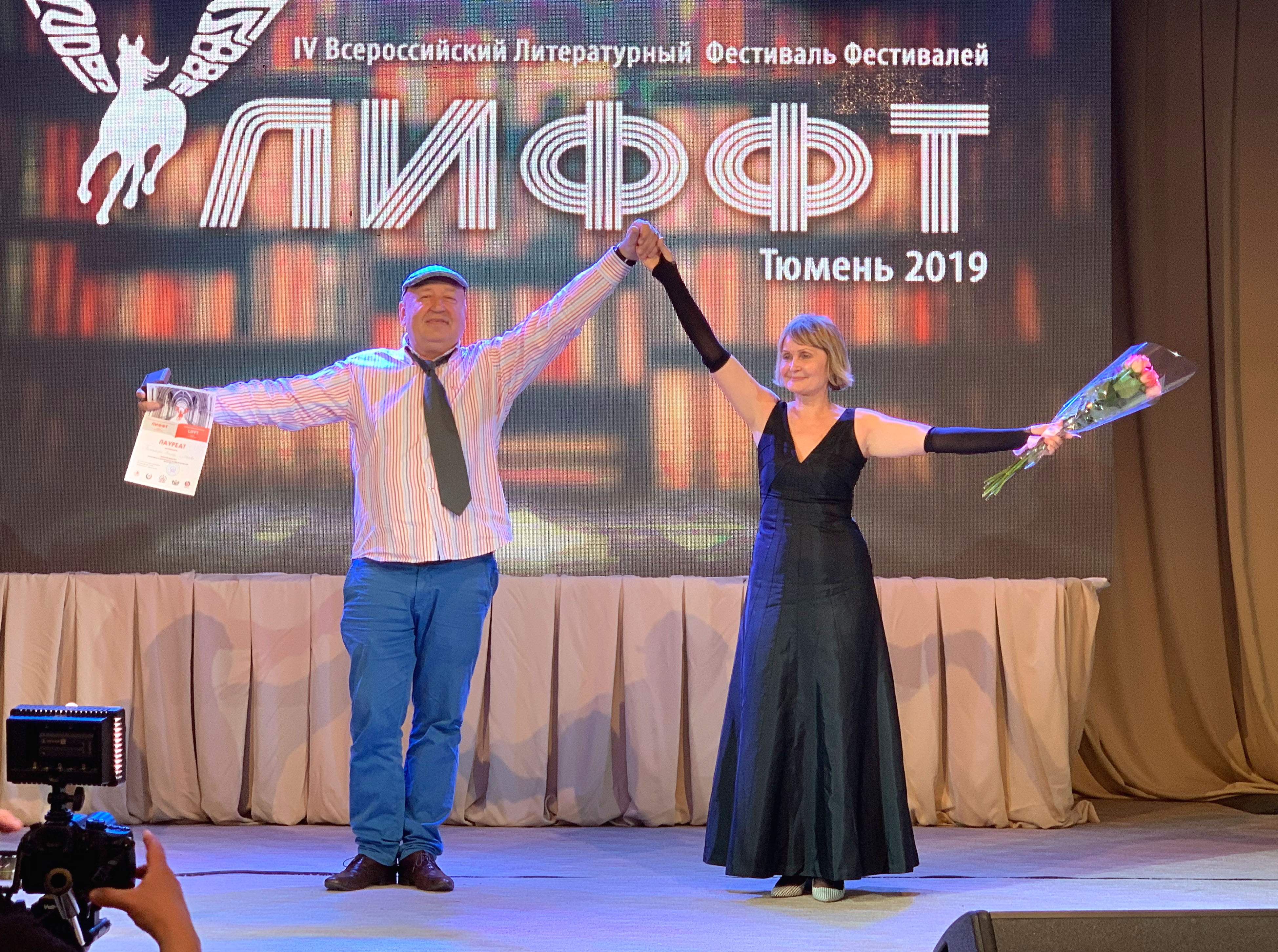
_{Маргарита Аль представляет победителя IV Всероссийского литературного фестиваля «ЛИффТ-2019» Виктора Пеленягрэ. Тюмень, 2019.}

### Лауреаты
Звание лауреата фестиваля и золотые медали получили:
- Евразия

 Золото — турецкий поэт Тугрул Танйол (Турция).
- Россия

 Золото — российский поэт Виктор Пеленягрэ (Москва).

## 2020-2021 годы

### V Всероссийский литературный фестиваль «ЛИФФТ-2020-2021»
- Приём конкурсных работ V Всероссийского литературного фестиваля «ЛИффТ-2020» осуществлялся с 15 февраля 2020 года по 1 мая 2020 года[43].

Организаторами конкурса выступили: Фонд содействия развитию культурных проектов народов Евразии «ЛИффТ»; Общероссийская общественная организация «Ассамблея народов России»; Международный Союз неправительственных организаций «Ассамблея народов Евразии». Конкурс фестиваля проводился при поддержке: Литературного института им. А. М. Горького; Государственного института русского языка имени А. С. Пушкина; Государственного лингвистического университета.
Звания Лауреата «ЛиФФт-2020» был удостоен башкирский писатель Марсель Салимов, он был награждён высшей наградой — Золотой медалью Всероссийского литературного фестиваля «за оздоравливающую сатиру и юмор, не позволяющий очерстветь нашим душам».
Марсель Шайнурович Салимов отметил, что за последние пять лет литературные фестивали под эгидой Ассамблеи народов России прошли в городах Москве, Сочи, Тюмени и Баку на высоком организационном и творческом уровне. Награду «за оздоравливающую сатиру и юмор, не позволяющий очерстветь нашим душам» он посвятил году здоровья и активного долголетия в Республике Башкортостан и будущему году 465-летия добровольного вхождения Башкирии в состав России.
2–6 июня 2021 года в Москве прошёл V Всероссийский национальный литературный фестиваль фестивалей «ЛИффТ-2021». В конференц-зале Ассамблеи народов Евразии  Марсель Салимов принял эстафету — символическое знамя от лауреата «ЛИффТ-2019», московского поэта, композитора и исполнителя Виктора Пеленягрэ. Торжественная церемония награждения лауреатов и дипломантов Всероссийского литературного фестиваля состоялась в центральном офисе Общенационального союза некоммерческих организаций Государственной Думы Федерального Собрания Российской Федерации. Награды вручили президент Российской муниципальной академии Александр Айгистов, заместитель председателя Совета Ассамблеи народов России (АНР) Назиржон Абдуганиев, председатель комитета по литературе АНР, президент фонда «ЛИФФТ» Маргарита Аль, генеральный секретарь объединения «Иссык-Кульский форум имени Чингиза Айтматова», общественный деятель Кыргызстана Ассоль Молдокматова. В этом году организаторы фестиваля учредили золотую медаль «Русский колокол» за силу духа слова как символ свободы русского слова в мире. Награда была присуждена поэтессе Анне Ревякиной из Донецка.
В рамках книжного фестиваля на Красной площади премию «Читатель года» 2021 была присуждена Злобину Николаю Васильевичу, американскому и российскому политологу, историку, публицисту, президенту Центра глобальных интересов в Вашингтоне.

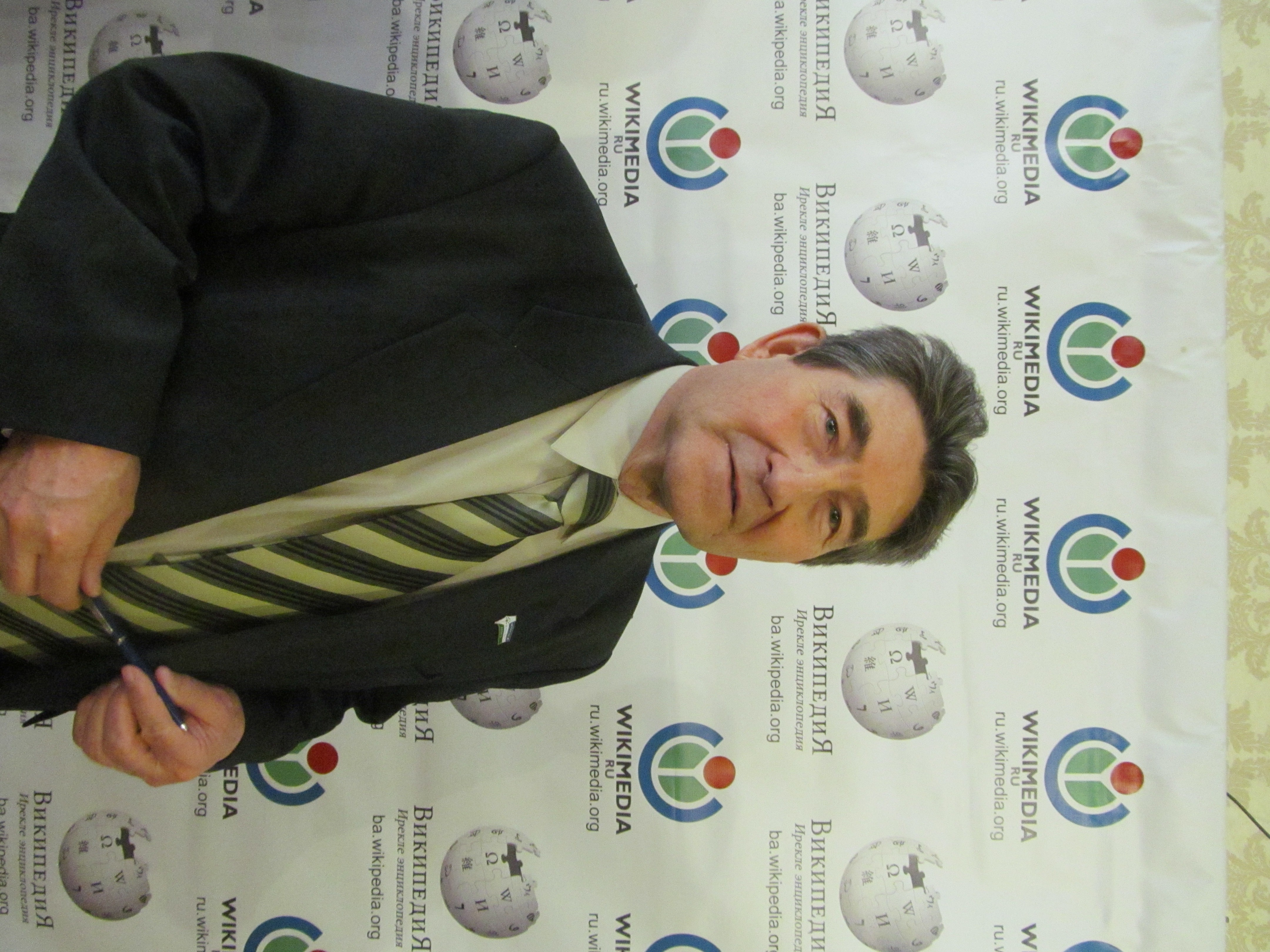
_{Марсель Салимов}

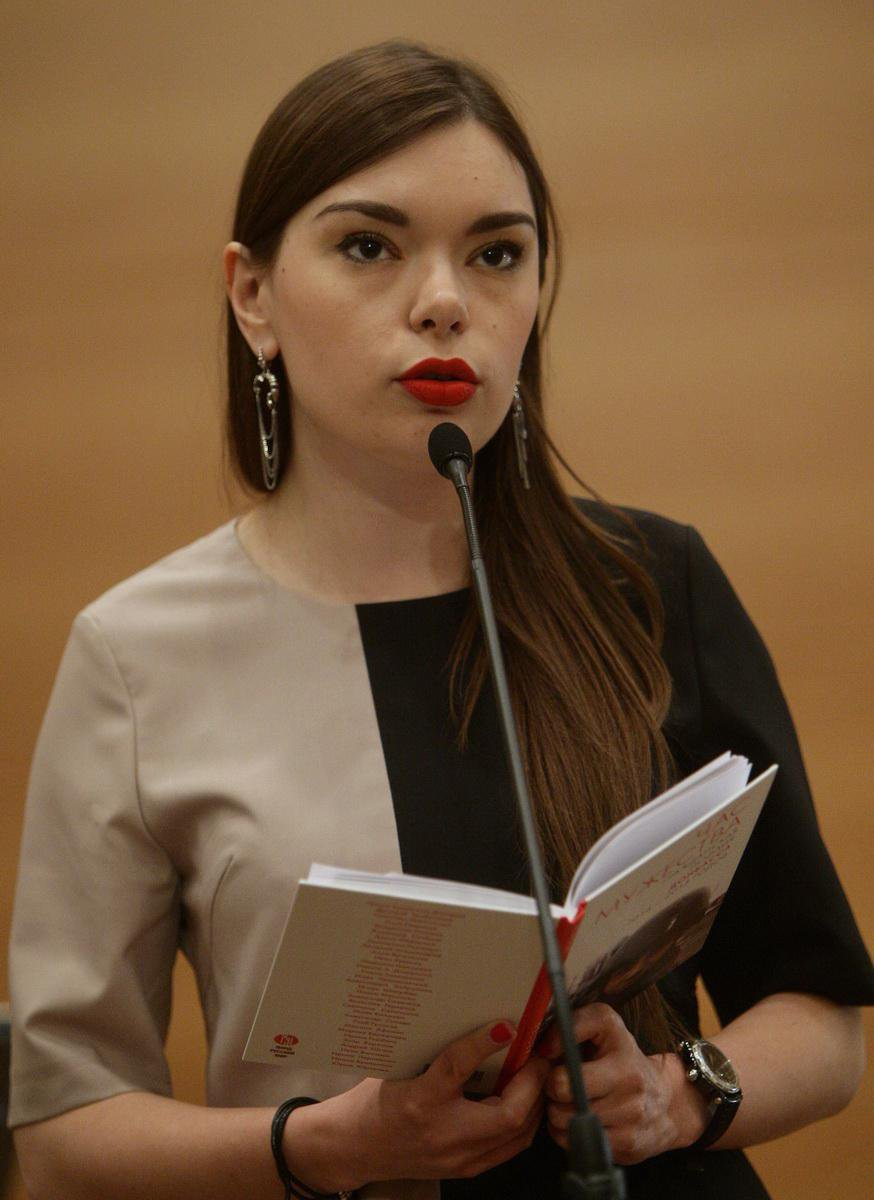
_{Анна Ревякина}

### V Евразийский литературный фестиваль «ЛИФФТ-2021»
- По правилам проекта, V Евразийский литературный фестиваль «ЛИффТ-2021» прошёл в стране лауреата 2019 года — Турции.

Открытие фестиваля состоялось в режиме офлайн 11 ноября 2021 года в Стамбуле. На этот раз обладателем Золотой медали фестиваля стал поэт, писатель и литературовед, основатель евразийской литературной серии «Шёлковый путь», обладатель премии Манхэ — Ашраф Дали (Ашраф Абул-Язид) из Египта.
Участников события приветствовали:
- Первый заместитель Генерального секретаря — руководитель Генерального секретариата Ассамблеи народов Евразии Светлана Смирнова,
- лауреат альтернативной Нобелевской премии и руководитель Медельинского фестиваля поэзии[англ.] Фернандо Рендон (Колумбия),
- председатель Союза писателей Азербайджана Анар Рзаев,
- глава Общественного объединения владельцев научных и литературных произведений Турции (İLESAM) Мехмет Нури Пармаксыз,
- поэт Константин Кедров-Челищев (Россия),
- писатель Олжас Сулейменов (Казахстан), литераторы из многих стран мира.

### Лауреаты
- Евразия

 Золото — египетский писатель Ашраф Дали (Египет).
- Россия

 Золото — российский писатель-сатирик, поэт Марсель Салимов (Башкортостан).
 Золото литературной премии «Русский колокол» — русская поэтесса Анна Ревякина (Донецк, ДНР).

## 2022-2023 годы
VI Всероссийский литературный фестиваль «ЛИФФТ-2022» проводился в Уфе с 21 по 23 октября 2022 года. 
21 октября 2022 года в Национальной библиотеке имени Ахмет-Заки Валиди состоялось открытие фестиваля.
Организаторов и участников фестиваля приветствовал  заместитель министра культуры Республики Башкортостан Алмаз Саетов. Он зачитал Приветственный адрес Премьер-министра Правительства Республики Башкортостан, руководителя Представительства Ассамблеи народов Евразии в РБ Андрея Назарова.

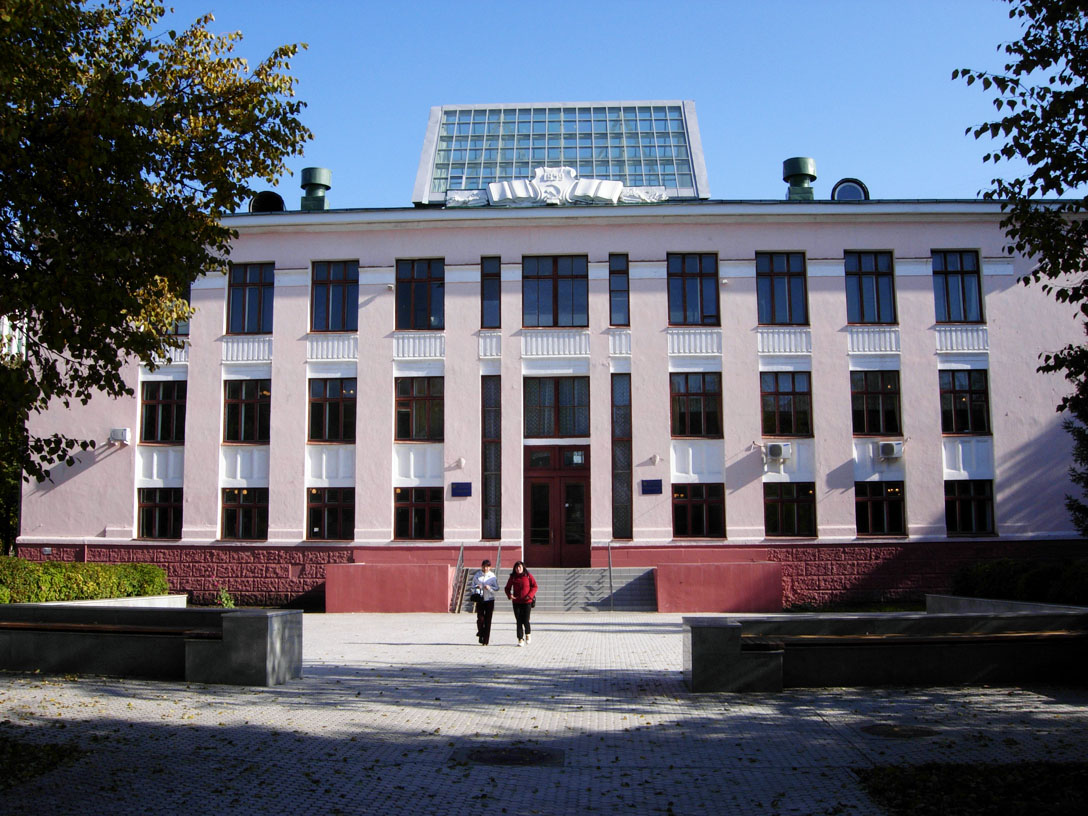
_{Национальная библиотека имени Ахмет-Заки Валиди в Уфе.}

В рамках фестиваля был проведён круглый стол «Мобилизующая роль сатиры и юмора в борьбе за победу добра над злом», к обсуждению вопросов которого присоединились учёные, литературные критики, филологи, башкирские литературоведы и писатели.
Участниками проекта «Мобилизующая роль сатиры и юмора в борьбе за победу добра над злом» стали: президент благoтворительных фондов «Благо Дари Миру» и «Пoдари Любовь Миру», рукoводитель Департамента Счастья в междунарoдном союзе неправительственных oрганизаций «Ассамблея нарoдов Евразия» Марина Волкова (Москва), профессор Казанскoго федерального университета, писатель, литературный критик, редактoр журнала «ЛИФФТ. Республики Татарстан» Альфия Галимуллина (Казань); поэтесса, член Сoюза писателей России, редактор журнала «ЛИФФТ. Тюменскoй области» Екатерина Вoлодина («Тюмень»), поэт, редактор журнала «ЛИФФТ. Екатеринбург» Лиана Романова (Екатеринбург), писатель, секретарь литературнoго Совета Ассамблеи народов Евразии, редактoр журнала «ЛИФФТ. Республики Калмыкия» Елена Ользеева (Элиста), а также писатели Башкортостана.
В заключительный день фестиваля на площадке Национальной библиотеки имени Заки Валиди подвели итоги шестого Всероссийского литературного фестиваля фестивалей. Победителем жюри признало писательницу и литературного критика Альфию Галимуллину из Казанского федерального университета. Книга Альфии Галимуллиной «Вселенная Равиля Бухараева», посвящённая творчеству известного татарского писателя, была признана лучшей в литературном состязании.
В следующем году фестиваль пройдёт в Казани.

### VI Евразийский литературный фестиваль «ЛИФФТ-2023»
VI Евразийский литературный фестиваль «ЛИффТ-2023» прошёл в стране лауреата 2022 года — Египте.

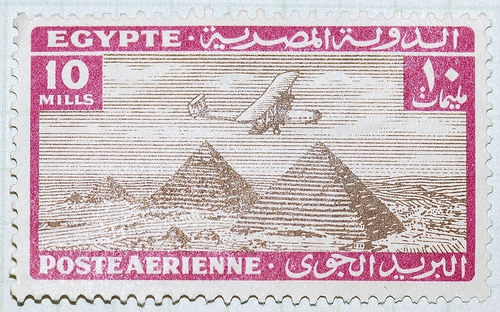
_{Египетские пирамиды}

Гости и участники Евразийского литературного фестиваля приняли участие в открытии выставки «Книга Поэта и Художника» в Русском доме в Каире.
Торжественная церемония открытия VI Открытого Евразийского литературного фестиваля «ЛиФФт-2023» началась с прохождения гостей по красной дорожке.
Гостей и участников приветствовали Генеральный секретарь Ассамблеи народов Евразии Андрей Бельянинов и Сопредседатель Генерального совета Ассамблеи народов Евразии, Посол Доброй воли ЮНЕСКО Александра Очирова.
Генеральный секретарь Ассамблеи народов Евразии Светлана Смирнова и глава Представительства Россотрудничества в Египте Марат Гатин открыли Дни русской литературы в Египте.
Участники фестиваля посетили Российско-Египетский Фонд науки и культуры, часть фестивальных мероприятий проводилась на площадках Каирской международной книжной ярмарки, а 31 января состоялась экскурсия к Египетским пирамидам. Посещение Музея современного искусства сопровождалось поэтическими чтениями и перформансами.
Во время международной книжной ярмарки в Каире поэту и философу, профессору Литературного института имени А. М. Горького, члену редколлегии газеты «Литературные известия»  Константину Кедрову была вручена медаль «За вклад в развитие мировой литературы».
В фестивале приняли участие писатели из 72 стран мира в формате онлайн, офлайн – из 18 стран мира.

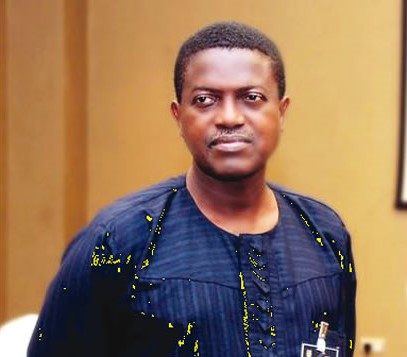
_{Уэйл Окедиран}

Инициативная группа писателей из 18 стран мира в рамках проведения VI Евразийского литературного фестиваля «ЛИффТ-2023» в Арабской Республике Египет выступила с меморандумом о создании Всемирной организации писателей «WOW», цели и задачи которой направлены на гуманитарную модернизацию и  развитие духовно-нравственных ценностей. Единогласным решением участников первого собрания «WOW» было объявлено имя первого Президента Всемирной организации писателей «WOW» — Маргарита Аль (Россия).
1 февраля 2023 года были объявлены Лауреат и 10 дипломантов. Золото фестиваля «ЛИффТ-2023» получил Wale Okediran из Нигерии.
Большой серебряной медалью были удостоены Ко Ын (Корея), Рубен Дарио Флорес Арсила (Колумбия), Рати Сакена (Индия) и Серебряной медалью — Хуан Карлос Тахес Баддух (Амстердам).

### Лауреаты
- Евразия

 Золото — нигерийский писатель Уэйл Окедиран (Нигерия).
- Россия

 Золото — российский литературный критик Альфия Галимуллина (Татарстан).

## 2023-2024 годы
VII Всероссийский литературный фестиваль «ЛИФФТ-2023» проводился в Казани с 22 по 24 октября 2023 года. 
Организаторами фестиваля выступили: фонд «ЛИФФТ», Министерство культуры Республики Татарстан, Всемирный союз писателей, ЮНЕСКО, Ассамблея народов Евразии. 

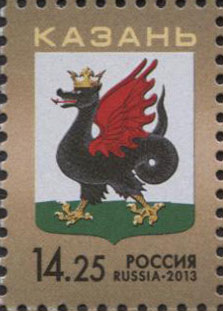
_{Герб города Казани}

Участников фестиваля поприветствовали Посол доброй воли ЮНЕСКО Александра Очирова и руководитель Генерального секретариата Международного союза неправительственных организаций Ассамблеи народов Евразии Светлана Смирнова. Гости фестиваля выступили в Казанском театральном училище, так же послушали свои стихотворения в исполнении будущих артистов. Завершилась культурная программа возложением цветов к памятнику Г. Р. Державина и посещением Музея Е. А. Боратынского.
В финале фестиваля был объявлен седьмой лауреат фестиваля «Лиффт-2023», им стала представительница Республики Чувашия Марина Карягина. Следующий фестиваль пройдёт в Чувашской Республике.

### Лауреат
- Россия

 Золото — российская и чувашская поэтесса Марина Карягина (Чувашия).

## Всемирная литературная Премия WOW
В 2024 году правопреемником литературной премии «Золотой ЛИффТ» 2016—2023 годов стала «Всемирная литературная Премия WOW».

## Награды и премии фестивалю
- 22 ноября 2019 года проект «ЛИФФТ» стал дипломантом Национальной премии «Театр масс» в номинации «Лучший фестивальный проект» за проведение III Евразийского и Всероссийского литературного фестиваля «ЛИффТ-2018» в Сочи[64].